# 巨乳學園
《巨乳學園》是日本漫畫家松山清治（松山せいじ）的少年漫畫作品，於週刊少年Champion連載，單行本由秋田書店發售共18集，臺灣是由長鴻出版社代理發售正體中文版。後來由J.C.STAFF製作OVA共2集，臺灣是由勝利國際多媒體代理發售正體中文版。

## 概要
描述高中生主角三船傳助入學後、加入神秘社團英雌部的故事。

## 角色
三船傳助（聲：渡邊明乃）
身高：161cm，體重：48kg，血型：A。
本作的男主角，私立薩修諾學園（ザッショノ学園）高中部（高等部）1年級學生，英雌部（エイケン部）的部員。
東雲千春（聲：大城美和）
身高：159cm，體重：45kg，血型：O，三圍：88（F）/55/82（cm）。
高中部1年級學生，英雌部的部員。
御園霧香（聲：淺野真澄）
身高：182cm，體重：?kg，血型：?，三圍：99（G）/61/89（cm）。
英雌部的部員，其他身份都還是個謎。
春町小萌
身高：145cm，體重：50kg，血型：?，三圍：111/46/65（cm）。
國小部（初等部）6年級學生，英雌部的部員。
諸岡京子（聲：門脇舞）
身高：138cm，體重：29kg，血型：A，三圍：55/45/60（cm）。
國中部（中等部）2年級學生，英雌部的部員。
格雷斯·鈴（聲：伊藤瞳子）
身高：170cm，體重：45kg，血型：AB，三圍：77（A）/55/80（cm）。
高中部2年級學生，英雌部的部員，中國和英國的混血兒。
顧問老師（聲：石松千惠美）
身高：166cm，體重：49kg，血型：A，三圍：85（C）/54/88（cm）。
英語老師，英雌部的顧問。
東雲百合子（聲：藪崎衣海）
身高：156cm，體重：42kg，血型：O，三圍：73（A）/54/81（cm）。
國中部2年級學生，英雌部的部員。

## OVA
OVA的標題是，由J.C.STAFF製作共2集，2003年6月25日發售前篇，2004年6月23日發售後篇和合集。

### 主題曲
片頭曲「Feel like our days」
作詞/作曲：岡田實音　編曲：岡田實音、高島智明　歌：籐子
片尾曲「JEWEL'S memory」
作詞/作曲：岡田實音　編曲：岡田實音、高島智明　歌：籐子

### 工作人員
- 原作：松山せいじ（秋田書店「週刊少年チャンピオン」連載）
- 導演：大畑清隆（前篇）、艾倫·史密西（後篇）
- 劇本：大久保智康
- 角色設計：石濱真史
- 作畫監督：生黒雄男（前篇）、秋島榮太（後篇）、寺澤伸介（後篇）、トム・コリンズ（後篇）
- 美術監督：柴田千佳子
- 色彩設定：伊藤由紀子
- 攝影監督：塩田潤
- 剪輯：西山茂
- 音響監督：明田川仁
- 音樂：五島翔
- 音樂製作：Starchild Records
- 音響製作：Magic Capsule
- 企劃：大月俊倫、真木太郎
- 製作人：森山敦、大澤信博、松倉友二
- 製作群：GENCO
- 動畫製作：J.C.STAFF
- 製作：巨乳學園一行人

## 相關商品
Fan disc
STARCHILD在2003年5月23日發售PC電子遊戲，內容收錄6個小遊戲和插畫、壁紙、設定集、語音等...電子檔案。
CD
STARCHILD在2003年3月26日發售角色和廣播劇專輯《巨乳學園 超萌音樂教室》（エイケン 萌える音楽室），收錄8位角色歌曲和廣播劇2首歌曲。勝利國際多媒體發行。
書籍
秋田書店在2003年9月5日發售設定集《エイケン 公式ガイドブック エイケンガールズまる裸》（ISBN 4-253-20137-7）。

## 外部連結
- エイケン エイケンヴより愛をこめてJ.C.STAFF（日語）
- エイケン エイケンヴより愛をこめて （页面存档备份，存于）STARCHILD（日語）